# Ashok Kumar (hokeista)
Ashok Kumar (ur. 1 czerwca 1950 w Jhansi) – indyjski hokeista na trawie. Brązowy medalista olimpijski z Monachium.
Jego ojciec Dhyan Chand jest uważany za najlepszego hokeistę w historii. Z reprezentacją Indii brał udział w dwóch igrzyskach (IO 72, IO 76), na pierwszych zdobywając brązowy medal. Na olimpiadach wystąpił w 17 meczach i strzelił 5 goli. W 1975 został mistrzem świata, wcześniej był brązowym (1971) i srebrnym (1973) medalistą tej imprezy. Z kadrą, w której debiutował w 1970, brał także udział m.in. w igrzyskach azjatyckich w 1970, 1974 i 1978 (za każdym razem sięgał po srebro).
W roku 1974 został laureatem nagrody Arjuna Award.